# Miranda July
Pour les articles homonymes, voir July.
Miranda Grossinger, dite Miranda July, est une musicienne, actrice, scénariste, écrivaine et réalisatrice américaine, née le 1er février 1974 à Barre dans le Vermont.

## Biographie
Miranda Grossinger est née en 1974. Fille de deux écrivains et enseignants, elle grandit à Berkeley et vit à Los Angeles en Californie, après avoir habité plusieurs années dans la ville de Portland.
Elle est notamment la réalisatrice du film Moi, toi et tous les autres (Me and You and Everyone We Know), son premier long-métrage sorti en 2005 (qui a reçu notamment lors du festival de Cannes 2005, le Prix de la Semaine de la critique, et le Prix de la Caméra d'or), et du film The Future sorti en 2011. Elle a aussi un parcours d'artiste multimédia avec des œuvres présentées au Museum of Modern Art de New York et à l'Institute of Contemporary Arts de Londres,
Elle écrit dans différentes revues, telles The Paris Review, The Harvard Review ou The New Yorker, produit des performances à la radio, et a également publié plusieurs ouvrages, comme No one belongs here more than you, traduit en français et publié en France par Flammarion sous le titre Un bref instant de romantisme.

## Filmographie

### Comme réalisatrice
- 2005 : Moi, toi et tous les autres
- 2011 : The Future
- 2014 : Somebody (court-métrage)
- 2020 : Kajillionaire

### Comme actrice
- 2018 : Madeline's Madeline de Josephine Decker : Regina

## Distinctions
- 2005 : Grand Prix de la meilleure musique originale au Festival international du film d'Aubagne - Music & Cinema pour Moi, toi et tous les autres.
- Prix de la Semaine de la critique 2005 pour Moi, toi et tous les autres
- Prix de la Caméra d'Or 2005

## Publications
- Un bref instant de romantisme [No One Belongs Here More Than You], trad. de Nicolas Richard, Paris, Éditions Flammarion, 2007, 300 p.  (ISBN 978-2-08-120192-7)
- Il vous choisit [It Chooses You], photos de Brigitte Sire, trad. de Nicolas Richard, Paris, Éditions Flammarion, 2013, 218 p.  (ISBN 978-2-08-127811-0)
- Le Premier Méchant [The First Bad Man], trad. de Nicolas Richard, Paris, éditions Flammarion, 2015, 350 p.  (ISBN 978-20813-6384-7)
- All Fours,  May 14, 2024, Editions Riverhead Books,  (ISBN 9780593190265), (trad. de Nathalie Bru), A quatre pattes , 14/05/2025, Edition Flammarion,  (ISBN 2080466399)

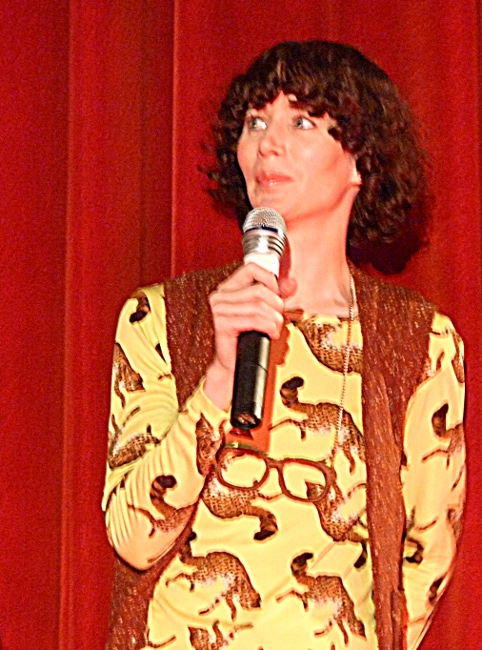
A la Berlinale en 2011 après la projection du film The Future
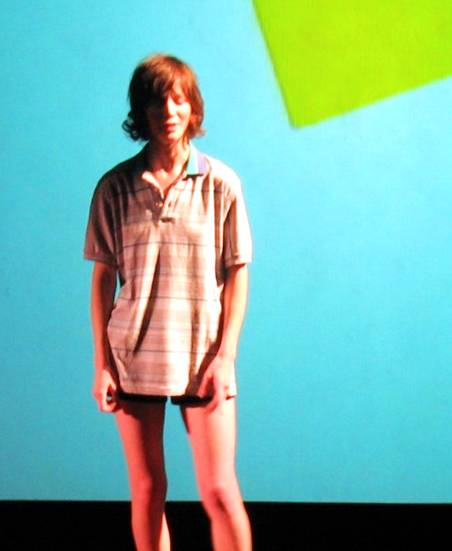
A la cinématique de San Francisco, 23 October 2006
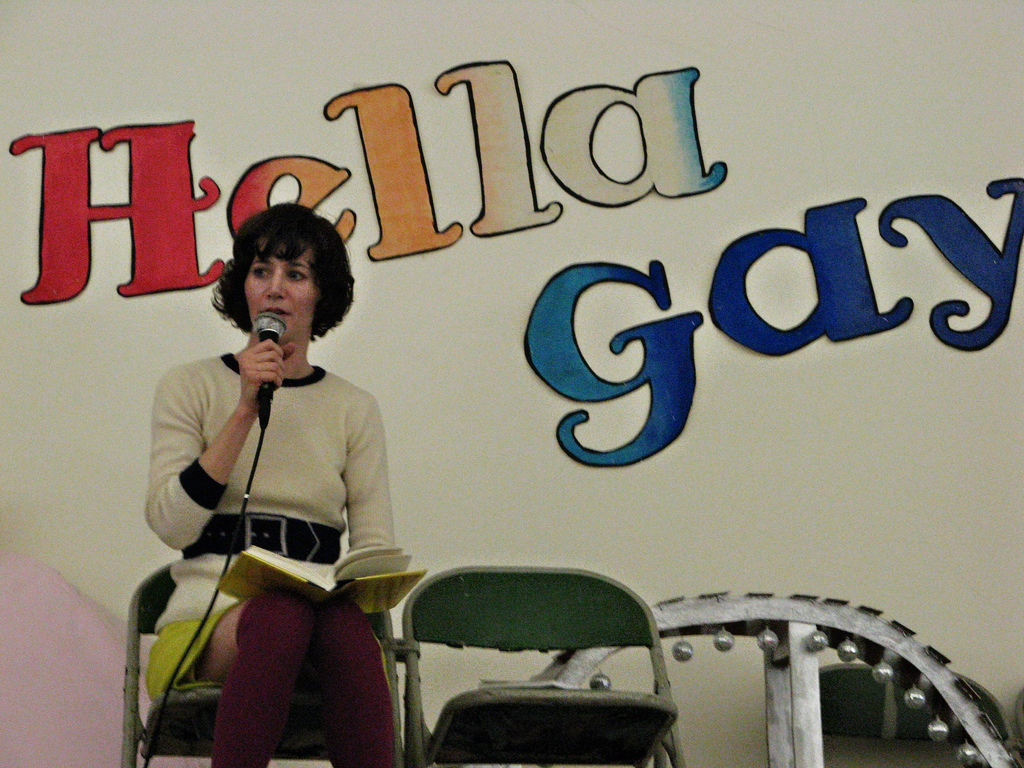
Miranda July lors d'une lecture publique à San Francisco